# Meister der von Grooteschen Anbetung

Triptychon im Städel (1517)

Als Meister der von Grooteschen Anbetung wird ein flämischer Maler bezeichnet, der um 1510 in Antwerpen tätig war.  Benannt ist der namentlich nicht bekannte Künstler nach einem aus der Familie von Groote kommenden und heute im Städel Museum in Frankfurt aufbewahrten Triptychon mit der Anbetung der Heiligen Drei Könige. Das Gemälde wurde 2008 dem Museum durch die Frankfurter Mäzenin Dagmar Westberg gestiftet. Es wird als ein Meisterwerk der angehenden Renaissance in Antwerpen betrachtet.
Der Kunsthistoriker Max J. Friedländer schuf den Notnamen für den Meister und machte dessen Bild der Anbetung aus der Sammlung van Grootes stilistisch zum Kernwerk der von ihm geschaffenen Werke. In der Kunstgeschichte wurde dann nicht nur von Friedländer durch Stilvergleich weitere Werke in Museen in Antwerpen, London, New York und Philadelphia sowie Werke in Privatbesitz um das Bild gruppiert und dem Meister der von Grooteschen Anbetung zugeschrieben. Die Kunsthistoriker sahen das Gleichbleibende innerhalb dieser Gruppe weniger in gleicher Ausführung als vielmehr in der Wiederholung eines Kompositionsschemas und typische Figuren, so wiederholen sich beispielsweise eine typische Darstellung der unteren Gesichtshälfte und Mundpartie.
Der  Meister der von Grooteschen Anbetung ist ein Vertreter eines Stils, den die in der Kunstgeschichte unter dem Begriff Antwerpener Manieristen zusammengefassten Mitglieder der Antwerpener Lukasgilde zum Beginn des 16. Jahrhunderts vertraten. Diese Maler stehen am Übergang der Gotik zur Renaissance.